# Sarah Perles
Sarah Perles est une actrice maroco-portugaise. Elle est révélée notamment par son interprétation d'un des rôles principaux dans Sofia de Meryem Benm'Barek, film primé en section Un certain regard au Festival de Cannes 2018.

## Biographie
Elle est née en France d’une mère marocaine et d’un père portugais. Entre 5 et 11 ans, elle vit à Agadir, au Maroc. Après son baccalauréat, elle commence des études supérieures à  la faculté de médecine de Paris. Mais elle change de projet, abandonne la médecine et s’inscrit aux Cours Florent,. 
Après plusieurs années en France, elle gagne l’Angleterre. À Londres, elle joue dans des spots publicitaires et quelques courts métrages puis dans Never let go  (Ne jamais abandonner), de  Howard J Ford, sorti en 2015. Puis elle participe aux tournages de plusieurs longs métrages, dans des rôles principaux, notamment BurnOut de Nour-Eddine Lakhmari,, et Sofia de Meryem Benm'Barek,.
Elle apparaît à la télévision marocaine lors du mois de ramadan en  2019, notamment dans la série télévisée « Al Madi la Yamoute » de Hicham El Jebbar.

## Filmographie

### Cinéma

#### Longs métrages
- 2015 :  Never Let Go de Howard J. Ford : Bouchra.
- 2017 : Burnout de Nour-Eddine Lakhmari : Aida
- 2017 : Papillon de  Hamid Basket : Yasmine.
- 2017 : El Llamado del Desierto (L'Appel du Désert) de Pablo César
- 2017 : Palestine de Julio Soto : Rana
- 2018 : Sofia de Meryem Benm'Barek : Léna
- 2020 : Opération Portugal de Frank Cimière : Julia
- 2023 : La Marginale de Franck Cimière : Mercedes
- 2024 : Opération Portugal 2 : La Vie de château de Frank Cimière : Julia

#### Courts métrages
- 2012 : Being Earnest : Scarlet
- 2013 :  Empty Promises de Naike Dubois : Claire
- 2015 :  L'eau de Colette de Josh Marchitelli : Colette

### Télévision
- 2016 : L’Ghoul d'Anouar Mouatassim
- 2018 : The Team de  Kasper Gaardsøe
- 2018 : Los nuestros de Joaquín Llamas
- 2019 : Al Madi La Yamoute (ar)
- 2020 : Doctor Who
- 2020 : Homeland
- 2020 : El Cid
- 2021 : Al Madi La Yamoute